# Tropicarium Kolmården

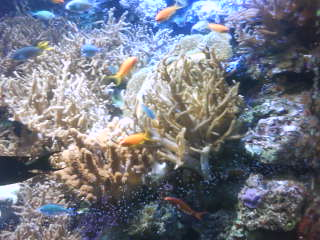
Fiskar på Tropicarium

Tropicarium Kolmården grundades 1972 som Kolmårdens Terrarium och är ett av Sveriges största tropikhus. Tropicarium är lokaliserat utanför Kolmårdens djurparks entré, 30 kilometer nordöst om Norrköping, men är en fristående aktör. Tropicarium är medlem i Svenska Djurparksföreningen (SDF).
Djursamlingen består av över 140 arter ryggradsdjur inkluderat däggdjur, fåglar, reptiler, groddjur och fiskar. De Ryggradslösa djuren består av levande koraller, kräftdjur, snäckor och leddjur som insekter, spindlar och skorpioner.

## Historia
1972 startade Stig Gustavsson Kolmårdens terrarium i den gamla lanthandeln utanför Kolmårdens djurpark. Utställningen bestod då av nästan bara ormar och fåglar. Efter hans död köptes terrariet av Kalle Farkasdi och hans son Stefan Farkasdi, och terrariet byggdes om till ett Tropikhus med en krokodildamm, en ny akvarieavdelning och ett av Sveriges största hajakvarium.
Juli 2020 köpte Filip Johansson och Rickard Sjödén,  tidigare djurchef respektive pressansvarig på Kolmårdens djurpark, Tropicarium av Stefan Farkasdi.

## Hajakvarium

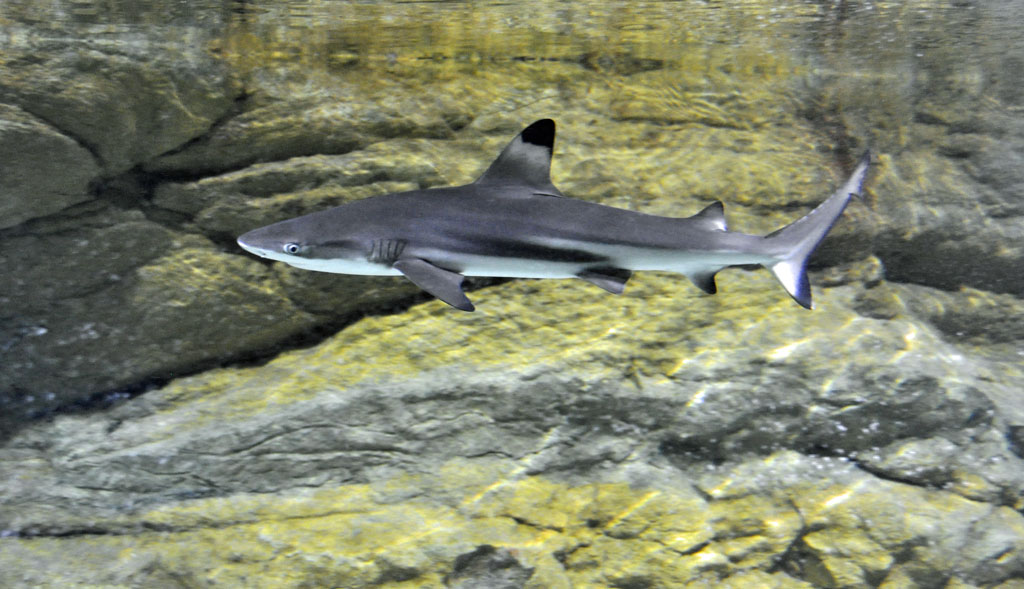
Mindre svartfenad revhaj

Tropicarium har ett av Sveriges största hajakvarium, vilket innehåller över 500 000 liter saltvatten. I akvariet finns sex arter hajar: epåletthaj, leopardhaj, sandtigerhaj och sköterskehaj. Intill hajakvariet har ett nytt mindre hajakvarium för mindre svartfenad revhaj och brunbandad bambuhaj byggts, på den plats där det tidigare fanns ett korallakvarium. I detta akvarium simmar även en del benfiskar.

## Renoveringar
Inför varje sommarsäsong byggs terrarium och akvarier om. Några av de senaste nybyggnationerna är en surikatanläggning i gamla nattdjursrummet, ett nytt terrarium för nätpytonorm och grön vattenagam och en ny damm för närkontakt med stingrockor. Till säsongen 2013 tillkom ett nytt stort korallakvarium som ersatte flera mindre och äldre akvarium, ett terrarium för stjärnsköldpaddor byggdes om till ett biotopterrarium för gripsvansskink och dessutom renoverades delar av alligatordammen.

## Smådjursavdelningen

### Däggdjur (Mammalia)
Däggdjursarter består av 
1. Ringsvanslemur (Lemur catta)
2. Rödhandad tamarin (Saguinus midas)
3. Dvärgmangust (Helogale parvula)
4. Vit silkesapa (Callithrix jacchus)
5. Vallaby (Macropus rufogriseus)

### Fåglar
1. Blågul ara (Ara ararauna)
2. Mörkröd ara (Ara chloropterus)
3. Turako (Tauraco livingstonii)
4. Rödsiska (Spinus cucullatus)

### Groddjur
1. Agapadda (Bufo marinus)
2. Anthonys pilgiftsgroda (Epipedobates anthonyi)
3. Färgaregroda (Dendrobates tinctorius)
4. Guldgroda (Dendrobates auratus)
5. Klockgroda (Bombina bombina)
6. Lemurlövgroda (Polypedates leucomystax)
7. Mjölkgroda (Trachycephalus resinifictrix)
8. Randig pilgiftsgroda (Dendrobates truncatus)
9. Japansk eldbukssalamander (Cynops pyrrhogaster)

### Kräldjur
1. Grön anolisödla (Anolis carolinensis)

### Spindeldjur
1. Kejsarskorpion (Pandinus imperator)

### Insekter
1. Bladskärarmyror (Atta cephalotes)

## Reptilavdelningen

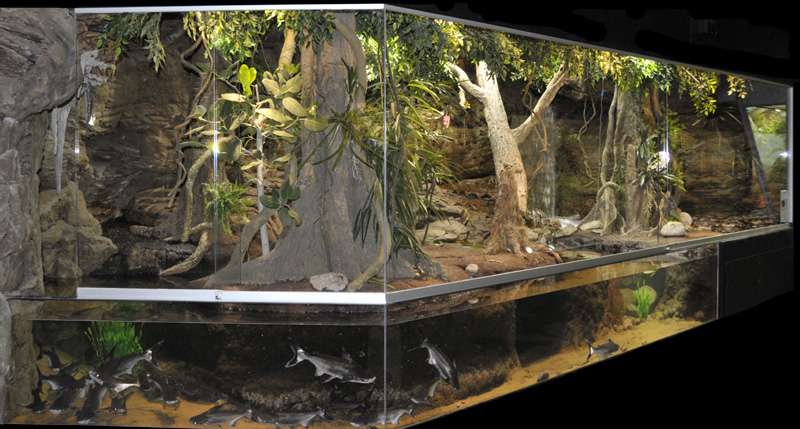
21m² stort terrarium byggt 2010 för nätpyton.

Reptilavdelningen består av alligatorer, ödlor och en stor samling av giftormar, vilka sedan några år visas i biotopterrarier, där nästan alla växter är levande och härstammar från djurens naturliga biotop, och inredningen i terrarierna så långt möjligt liknar deras naturliga livsmiljö.

### Krokodildjur
1. amerikansk alligator (Alligator mississippiensis)

### Ormar
1. Boomslang (Dispholidus typus)
2. Buskmästare (Lachecis muta)
3. Falsk vattenkobra (Hydrodynastes gigas)
4. Gabonhuggorm (Bitis gabonica)
5. Gul anakonda (Eunectes notaeus)
6. Grön anakonda (Eunectes murinus)
7. Grön trädpyton (Morelia viridis)
8. Kungsboa (Boa constrictor)
9. Kungskobra (Ophiophagus hannah)
10. Majsorm (Pantherophis guttatus)
11. Nätpyton (Python reticulatus)
12. Ridleys råttsnok (Orthriophis taeniurus ridleyi)
13. Skogsskallerorm (Crotalus horridus)
14. Svart mamba (Dendroaspis polylepis)
15. Taipan (Oxyuranus scutellatus)
16. Vanlig huggorm (Vipera berus). (Visas bara sommartid)
17. Vattenmockasin (Agkistrodon piscivorus)
18. Vattensnok (Natrix natrix) (Visas bara sommartid)
19. Vietnamesisk näshornssnok (Rhynchophis boulengeri)
20. Östlig diamantskallerorm  (Crotalus adamanteus)

### Sköldpaddor (Testudines)
1. Hjälmad vändhalssköldpadda (Pelomedusa subrufa)
2. Alligatorsköldpadda (Macrochelys temminckii)
3. Asiatisk lövsköldpadda (Cyclemys dentata)
4. Gulbukad prydnadssköldpadda (Trachemys scripta scripta)
5. Gulhuvad tempelsköldpadda (Hieremys annandalii)
6. Gulkantad dossköldpadda (Cuora flavomarginata)
7. Kinesisk lädersköldpadda (Pelodiscus sinensis)
8. Ormhalssköldpadda (Chelodina siebenrocki)
9. Paddhuvad sköldpadda (Phrynops hilarii)
10. Reeves kärrsköldpadda (Mauremys reevesii)
11. Rödbukig pelomedusasköldpadda (Pelomedusa subrufa)
12. Rödörad prydnadssköldpadda (Trachemys scripta elegans)
13. Östlig dossköldpadda (Terrapene carolina)

### Ödlor
1. Gilaödla (Heloderma suspectum suspectum)
2. Gripsvansskink (Corucia zebrata)
3. Grön leguan (Iguana iguana)
4. Grön vattenagam (Physignathus cocincinus)
5. Hjälmbasilisk (Basiliscus plumifrons)

## Fiskavdelningen

### Broskfiskar
1. Blåfläckig stingrocka (Taniura lymna)
2. Brunbandad bambuhaj (Chiloscyllium punctatum)
3. Gitarrfisk (Rhinobatos typus)
4. Motoro rocka (Potamotrygon Motoro)
5. Sandtigerhaj (Carcharias taurus)
6. Sköterskehaj (Ginglomostoma cirratum)
7. Mindre svartfenad revhaj (Carcharhinus melanopterus)
8. Sydlig stingrocka (Dasyatis americana)
9. Vanlig stingrocka (Dasyyatis pastinaca)

### Benfiskar

#### Sötvattensakvarier
1. Apelsin ciklid (Neolamprologus leleupi)
2. Alligatorbengädda (Atractosteus Spatula)
3. Ancistrus (Ancistrus sp)
4. 'Caquetaia umbrifera
5. Clownknivfisk (Chitala ornata)
6. Cyphotilapia frontosa
7. Darrål, elektrisk ål (Electrophorus electricus)
8. Doktorfisk (Garra rufa)
9. Drakmal (Glyptoperichthys gibbiceps)
10. Festae ciklid (Chichlasoma festae)
11. Giraffnos mal (Auchenoglanis occidentalis)
12. Gul kirurg (Zebrasoma flavescens)
13. Jack Dempsey ciklid (Rocio octofasciata)
14. Jätteciklid (Boulengerochromis microlepis)
15. Jätte danio (Devario aequipinnatus)
16. Jättegurami (Osphronemus goramy)
17. Jätte Ormhuvudsfisk (Channa marulius)
18. Jättetigerfisk (Hydrocynus goliath)
19. Kardinaltetra (Paracheirodon axelrodi)
20. Kongo tetra (Phenacogrammus interruptus)
21. Marlier's julle (Julidochromis marlieri)
22. Marmorerad fengädda (Polypterus ornatipinnis)
23. Marmorgurami (Trichogaster trichopterus)
24. Månfisk (Monodactylus argenteus)
25. Mässingsbarb (Puntius semifasciolatus)
26. Nilabborre (Lates niloticus)
27. Pakistanbotia (Botia lohachata)
28. Pandabarb (Puntius fasciatus)
29. Paroon haj (Pangasius sanitwongsei)
30. Praktbotia (Chromobotia macracanthus)
31. Prinsessan av Burundi (Neolamprologus brichardi)
32. Purpurhuvudsbarb (Puntius nigrofasciatus)
33. Påfågelabborre (Chicla Ocellaris)
34. Påfågelciklid (Astronotus ocellatus)
35. Pärl ciklid (Herichtys Carpinte)
36. Redtail mal (Phractocephalus hemioliopterus)
37. Regnbågsfisk (Melanotaenia boesemani)
38. Röd juvelciklid (Hemichromis lifalili)
39. Rödbukad Piraya (Pygocentrus nattereri)
40. Sadelfengädda (Polypterus endlicheri)
41. Sarv (Scardinius erythrophthalmus)
42. Sebraciklid (Amatitlania nigrofasciata)
43. Siamesisk algätare (Crossocheilus oblongus)
44. Silverhaj (Balantiocheilus melanopterus)
45. Skednosmal (Pseudoplatystoma Fasciatum)
46. Sprutfisk (Toxotes jaculatrix)
47. Sterba's pansarmal (Corydoras sterbai)
48. Sutare (Tinca tinca)
49. Svart pacu (Colossoma macropomum)
50. Tropheus duboisi
51. Äkta diskusfisk eller heckeldiskus (Symphysodon discus)

#### Saltvattensakvarier
1. Abudefduf saxatilis
2. Argusfisk (Scatophagus argus)
3. Banggaikardinal (Pterapogon kauderni)
4. Blå putsarfisk (Labroides dimidiatus)
5. Brun kirurg (Acanthurus nigrofuscus)
6. Caesio teres
7. Clown kirurg (Acanthurus lineatus)
8. Drakfisk (Pterois volitans)
9. Fladdermusfisk (Platax teira)
10. Frökenfisk (Dascyllus melanurus)
11. Gulfenad blå frökenfisk (Chrysiptera parasema)
12. Gulfenad kirurgfisk (Prionurus punctatus)
13. Gymnothorax favagineus
14. Juvelabborre (Cephalopholis miniata)
15. Jätte grouper (Epinephelus lanceolatus)
16. Noshörningsfisk (Naso unicornis)
17. Palettkirurg (Parahanthurus Hepatus)
18. Långfenad vimpelfisk eller piskfisk (Heniochus acuminatus)
19. Reidisjöhäst (Hippocampus reidi)
20. Vanlig clownfisk (Amphiprioninae ocellaris)

### Ryggradslösa djur
1. Anemon (Discosoma sp)
2. Mjukkorall (Sinularia sp)
3. Stenkoraller  (ordning: Scleractinia)

## Bilder

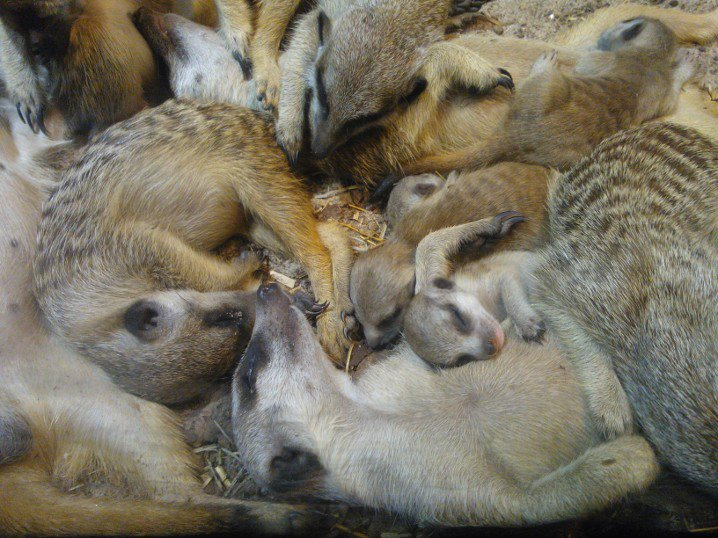
Surikater med veckogamla ungar i Kolmårdens Tropicarium 2012.
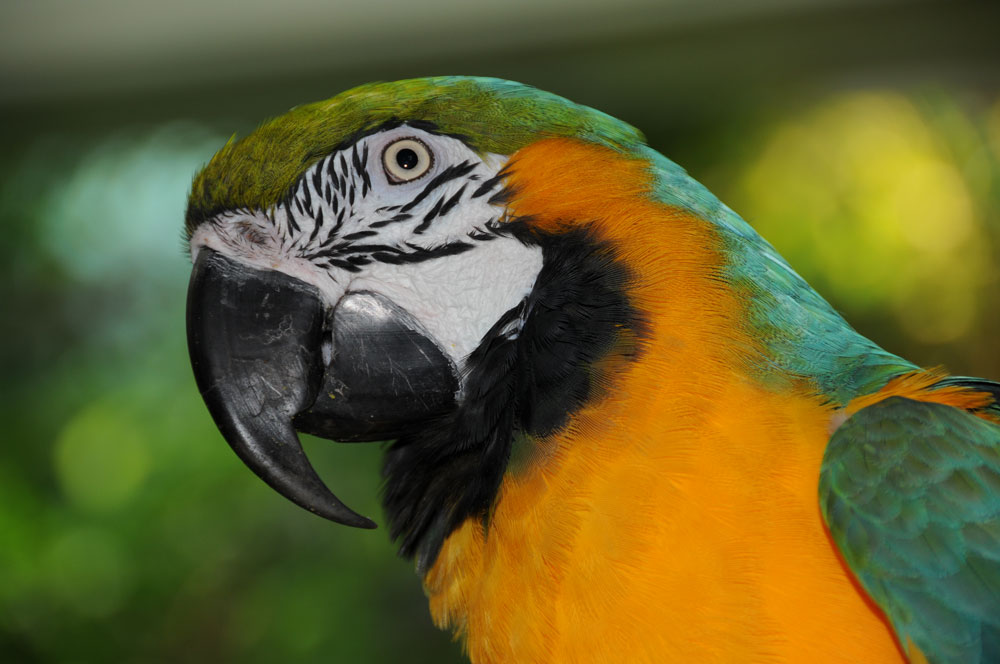
Blågul ara i Kolmårdens Tropicarium 2012.